# 漢密爾頓 (印第安納州)
漢密爾頓（英語：Hamilton）是一個位於美國印地安納州迪卡爾布縣和斯托本縣的城鎮。

## 地理
漢密爾頓的座標為41°32′05″N 84°54′59″W / 41.53472°N 84.91639°W，而該地的平均海拔高度為275米（即902英尺）。

## 人口
根據2010年美國人口普查的數據，漢密爾頓的面積為7.77平方千米，當中陸地面積為5.35平方千米，而水域面積為2.42平方千米。當地共有人口1532人，而人口密度為每平方千米197人。